# Аутономне области Русије
Руска Федерација се дели на 89 федералних јединица.
У те јединице спадају и аутономне области (руски: једн. автономная область, множ. автономные области).
Тренутно у Русији постоји само једна аутономна област — Јеврејска аутономна област.